# 10554 Västerhejde
10554 Västerhejde eller 1993 FO34 är en asteroid i huvudbältet som upptäcktes den 19 mars 1993 av UESAC vid La Silla-observatoriet. Den är uppkallad efter Västerhejde på Gotland.
Asteroiden har en diameter på ungefär 11 kilometer.